# Демочко Марія Олексіївна
Марія Олексіївна Демочко (1 листопада 1995, м. Київ — 29 березня 2022, ???) — українська акторка театру і кіно, акторка Київського академічного театру юного глядача на Липках.

## Життєпис
Народилася 1 листопада 1995 року в Києві.
У 2016 році закінчила акторське відділення Національної академії керівних кадрів культури і мистецтв (майстерня Володимира Ніколаєнко та Лариси Хоролець).
З 2017 року — акторка Київського академічного театру юного глядача на Липках. Титульна роль у виставі «Дюймовочка» (режисерка Ірина Зільберман) відзначена номінаціями театральної премії «Київська пектораль» як «Найкращий акторський дебют», увійшла у лонг-лист медійної театральної премії «Дзеркало сцени». Під час карантину, спричененого пандемією коронавірусної хвороби, брала участь у програмі «Добраніч, глядачата», де актори Театру на Липках щовечора читали вечірню казку для малюків онлайн.
Під час конкурсного добору посаду директора — художнього керівника Київського академічного театру юного глядача на Липках у 2021 році, виступала із активною підтримкою чинного керівника Віктора Гирича, який поступився посадою Славі Жилі.
Загинула 29 березня 2022 року під час вторгнення Росії в Україну.

## Ролі в театрі
Можливо, ідеальне втілення образу крихітної чарівної героїні з казки Ганса Крістіана Андерсена. Бо сама ця актриса — як alter ego Дюймовочки: тендітна, безпосередня, добра. Попри все, молода актриса ще й здатна «тримати зал», особливо коли в ньому бешкетні дітлахи та їхні серйозні батьки. І найбільша нагорода для актриси — коли маленький глядач абсолютно щиро сприймає «її» за Дюймовочку.
Київський академічний театр юного глядача на Липках
- (введення) 1998 — «Чарівна Пеппі» за повістю «Пеппі Довгапанчоха» Астрід Ліндгрен; реж. Віктор Гирич — Пеппі
- (введення) 2008 — «Поліанна» за одройменним романом Елеонор Портер; реж. Віктор Гирич — Поліанна
- (введення) 2012 — «Сон літньої ночі» за одройменною п'єсою Вільяма Шекспіра; реж. Віктор Гирич — Гермія
- (введення) 2016 — «Ти особливий» Олени Несміян за казкою Макса Лукадо[en]; реж. Олена Несміян — чоловік
- 2017 — «Місто» за мотивами однойменного романа Валер'яна Підмогильного; реж. Артур Артименьєв — Нюся
- 2017 — «Дюймовочка» за однойменною казкою Ганса Крістіана Андерсена; реж. Ірина Зільберман — Дюймовочка[2]
- 2018 — «ВомбатМишаКіт» Артура Артименьєва за мотивами Рут Парк; реж. Артур Артименьєв[ru] — Миша (мала сцена)[9]
- 2018 — «Місце для дракона» за однойменною повістю» Юрія Винничука; реж. Олег Мельничук — Настасія
- 2018 — «Людвіг XIV» за казкою «Тутта Карлссон, Перша і Єдина, Людвіг Чотирнадцятий і інші» Яна Екгольма; реж. Анастасія Вервейко — Курча
- 2019 — «Кураж» («Хроніка часів Тридцятилітньої війни») за мотивами п'єси «Матінка Кураж і її діти» Бертольта Брехта; реж. Олексій Скляренко — дівчина
- 2020 — «Хлопчик із бляшанки» Діани Артіменьєвої за твором Крістін Нестлінґер; реж. Артур Артименьєв — Кітті
- «Догоридригом» Ксенії Драгунської; реж. Вікторія Філончук — Ліза
- «Жила собі Сироїжка» Валерія Зиміна; реж. Дмитро Лобода — Поганка

## Фільмографія
- 2015 — Емігрант (короткометражний) — продавчиня
- 2017 — Сірий птаха (короткометражний) — Катя[10]
- 2020 — Жіночий лікар — 5 (телесеріал) — Варя, медсестра
- 2021 — Топтун (телесеріал) — Аля

## Нагороди та визнання
- 2018 — Номінація на театральну премію «Київська пектораль» в категорії «Найкращий акторський дебют» за роль Дюймовочки у виставі «Дюймовочка», Київський академічний театр юного глядача на Липках[2]
- 2018 — Номінація III медійної театральної премії «Дзеркало сцени — 2018» (Кращі роботи молодих акторів у київських виставах 2017 року — вік акторів — до 30 років) за роль Дюймовочки у виставі «Дюймовочка», Київський академічний театр юного глядача на Липках[3]